# 蕨叶人字果
蕨叶人字果（学名：Dichocarpum dalzielii）为毛茛科人字果属下的一个种。

## 扩展阅读
維基物種上的相關：蕨叶人字果